# Josef Walter (pedagog)
Josef Walter (27. března 1815 Tlučná – 16. června 1890 Jičín) byl český pedagog, ředitel učitelských ústavů v Praze a Jičíně, autor učebnic, čítanek a knih pro mládež.

## Život
Do obecné školy chodil ve Vejprnicích u Plzně. Poté, co ho nepřijali do latinské školy ani na pražskou konzervatoř, rozhodl se věnovat pedagogice. V září 1831 byl přijat do školy u sv. Jindřicha, kde se rok připravoval k učitelským zkouškám. Po jejich úspěšném absolvování mu nabídli místo podučitele. S tím se ale nespokojil. Místo toho strávil rok ve varhanické škole u Roberta Führera a pak dva roky v hlavní škole u piaristů v Panské ulici. V roce 1835 byl přijat do učitelského ústavu při německé vzorné škole v Praze. O dva roky později získal místo podučitele v Kolíně, kde vyučoval němčinu a kreslení. Roku 1844 povýšil na prvního učitele.
V roce 1848 byla založena česká hlavní škola v Praze a Walter se stal jejím druhým učitelem. Společně s ním nastoupili i Karel Slavoj Amerling, Jan Karel Škoda, František Tesař, Vincenc Dominik Bíba a Petr Mužák, později také Jan Malýpetr.
Od roku 1854 se následujících 21 let věnoval přípravě budoucích učitelů. Nejprve působil v Praze, kde se vypracoval do funkce ředitele učitelského ústavu (1868). Psal články do časopisů, pořádal „budečské porady” k výchovným otázkám, vydával učebnice a další knihy pro žáky i pedagogy. Zastával pozici školního inspektora v Karlíně, člena c. k. zkušební komise pro školy obecné a měšťanské, pro tvorbu čítanek a pro odborné názvosloví na středních školách. Roku 1857 také vyučoval počty a měřictví na průmyslové škole.
V roce 1868 došlo na učitelských ústavech k reorganizaci a Walter se stal prozatímním ředitelem. Zakrátko se ale začalo vyžadovat, aby ředitelé měli kvalifikaci pro střední školy. Walter ji neměl, a byl proto sesazen do funkce hlavního učitele (do vedení jmenovali Jana Lepaře). Vzhledem ke svým zkušenostem a zásluhám to považoval za nespravedlnost a do nové pozice odmítl nastoupit. Určitou dobu trávil na zdravotní dovolené s původní výší platu. V listopadu 1871 přijal místo ředitele na nově zřízeném učitelském ústavu v Jičíně. Působil zde čtyři roky, ale pro nepřízeň doby nedosáhl za svou činnost velkého uznání. Roku 1876 byl zvolen do městské rady. Zemřel po dlouhé nemoci v Jičíně a byl tam i pohřben.

## Dílo
Psal odborné texty do časopisů, učebnice a knihy pro mládež. Ze samostatných prací byly ve své době známé:
- Výklad první čítanky (1858)
- Vyučování ve druhé třídě (1859)
- První německá čítanka pro školy obecné (1860)
- Malý kreslič (1866)
- Deklamovánky pro českoslovanskou mládež (70. léta)
- Pravda a žert (70. léta)

Překládal také odborné názvosloví z německé učebnice Lehrbuch der Geometrie (1854).

## Dobročinnost
Když mu r. 1862 po pěti letech společného života zemřela manželka, založil na její počest nadaci s vkladem 2000 zlatých na podporu chudých studentů pražského učitelského ústavu. Ke konci života pak věnoval další finanční částky na veřejně prospěšné účely: 1000 zlatých rodné obci pro školní mládež, 500 zlatých pro Jednotu svatovítskou, 100 zlatých a výtěžek Deklamovánek pro Ústřední matici školskou, 50 zlatých pro chudé v Jičíně.

## Význam
Josef Walter byl ve své době považovaný za předního šiřitele myšlenek Komenského. Bývalí studenti vzpomínali na jeho přívětivost, přirozenou autoritu, vlastenectví, inspirující životní příběh i odborné názory.